# Michael Beynon
Michael Beynon (né le 9 janvier 1983 à Nepean, province de l'Ontario au Canada) est un joueur professionnel canadien de hockey sur glace.

## Carrière de joueur
Michael Beynon commence sa carrière professionnelle en 2007-2008 en ECHL avec la franchise des Steelheads de l'Idaho. Auparavant, il joua en NCAA avec l'université de Union College durant quatre saisons. En 2008, il est recruté par la franchise des Scorpions du Nouveau-Mexique en Ligue centrale de hockey. Après une saison complète, il part pour le championnat élite britannique, l'EIHL et le club des Édimbourg Capitals. Durant l'inter-saison 2010, il part en France aux Rapaces de Gap où il découvrira ainsi la Ligue Magnus. Cependant, le 12 septembre 2010, il annonce qu'il met un terme à sa carrière sportive. En effet, il fut victime une fois de plus d'une commotion cérébrale lors d'un match amical contre le HC Valpellice. Il aura porté le maillot gapençais uniquement lors des matchs de préparation.

## Statistiques
| Saison    | Équipe                       | Ligue |    | Saison régulière | Saison régulière | Saison régulière | Saison régulière | Saison régulière |   | Séries éliminatoires | Séries éliminatoires | Séries éliminatoires | Séries éliminatoires | Séries éliminatoires |
| Saison    | Équipe                       | Ligue | PJ | B                | A                | Pts              | Pun              | PJ               | B | A                    | Pts                  | Pun                  |                      |                      |
| 2003-2004 | Raiders de Nepean            | LCHJ  | 65 | 10               | 11               | 21               | 206              |                  |   |                      |                      |                      |                      |                      |
| 2004-2005 | Union College                | NCAA  | 37 | 1                | 11               | 12               | 34               |                  |   |                      |                      |                      |                      |                      |
| 2005-2006 | Union College                | NCAA  | 38 | 2                | 7                | 9                | 48               |                  |   |                      |                      |                      |                      |                      |
| 2006-2007 | Union College                | NCAA  | 34 | 2                | 10               | 12               | 40               |                  |   |                      |                      |                      |                      |                      |
| 2007-2008 | Union College                | NCAA  | 32 | 2                | 5                | 7                | 30               |                  |   |                      |                      |                      |                      |                      |
| 2007-2008 | Steelheads de l'Idaho        | ECHL  | 4  | 0                | 0                | 0                | 4                | 4                | 0 | 1                    | 1                    | 0                    |                      |                      |
| 2008-2009 | Wranglers de Las Vegas       | ECHL  | 6  | 0                | 1                | 1                | 4                |                  |   |                      |                      |                      |                      |                      |
| 2008-2009 | Scorpions du Nouveau-Mexique | LCH   | 48 | 6                | 12               | 18               | 54               |                  |   |                      |                      |                      |                      |                      |
| 2009-2010 | Édimbourg Capitals           | EIHL  | 31 | 5                | 4                | 9                | 24               | 1                | 0 | 0                    | 0                    | 2                    |                      |                      |